# メーレンベルク
メーレンベルクまたはメレンベルク (ドイツ語: Merenberg) は、ドイツ連邦共和国ヘッセン州ギーセン行政管区のリムブルク＝ヴァイルブルク郡に属す市場町である。ヴェスターヴァルトの南端、ヴァイルブルクの北西約 5 km に位置する。

## 地理
メーレンベルクは、北はメンゲルスキルヒェン、東はレーンベルク、南はヴァイルブルク、南西はベーゼリヒ、西はヴァルトブルン (ヴェスターヴァルト)（以上いずれもリムブルク＝ヴァイルブルク郡）と境を接している。

### 自治体の構成
メーレンベルクは、メーレンベルク地区、バリヒ＝ゼルベンハウゼン地区、アレンドルフ地区、ライヒェンボルン地区、リュッカースハウゼン地区からなる。

## 歴史
アルマースコプフおよびヘーブルクの山上にラ＝テーヌ時代の集落跡が遺っている。
メーレンベルクには、12世紀から14世紀まで存在した貴族家メーレンベルク家の城塞がある。集落はこの貴族家と関連して1129年に初めて文献に記録されている。メーレンベルクは、1290年にルドルフ1世から都市権と週の市開催権を授けられ、これに基づき市壁を築いた。1328年にメーレンベルク家の男系血統が断絶し、城塞レーエンとメーレンベルクの領主権は、相続権を持つ娘と結婚していたナッサウ家のものとなった。1564年7月31日にアルブレヒト・フォン・ナッサウ＝ヴァイルブルクは皇帝マクシミリアン2世から、年に2回メーレンベルクで市場を開催する権利の確認を授かった。ただし、教会開基祭と関連したヤコービマーケットは1499年にすでに開催されていたことが証明されている。この特権は1770年まで存続し、年2回の皇帝特権の他に、第3の歳の市が開催されていた可能性もある。
アムト・メーレンベルクは神聖ローマ帝国の終焉まで存続していた。1634年に城が破壊され、これ以後は城跡としてメーレンベルクの象徴的建造物となっている。
19世紀初めにメーレンベルクは都市権を剥奪された。ナッサウ家は、1328年に相続したメーレンベルク領主という肩書きを19世紀末に復活させた。ニコラウス・ヴィルヘルム・フォン・ナッサウ公子の貴賤結婚の妻とその子供にメーレンベルク伯の肩書きを授けた。
メーレンベルク消防団は1902年に設立された。この消防団は、すでに存在していた他の消防団とともにヴィースバーデン県消防連盟のオーバーラーン消防管区を形成した。1906年9月3日、オーバーティーフェンバッハで開催された管区集会には43人が出席した。
ヘッセン州の地域再編に伴い、1970年12月31日に、それまでオーバーラーン郡の独立した町村であったアレンドルフ、バリヒ＝ゼルベンハウゼン、メーレンベルク、ライヒェンボルン、リュッカースハウゼンが自由意思に基づき合併し、新たな自治体メーレンベルクが形成された。

### 領邦・行政体の変遷
以下のリストは、メーレンベルクの属した領邦および行政体を概観するものである。
- 1806年以前: 神聖ローマ帝国ナッサウ＝ヴァイルブルク伯領/侯領アムト・メーレンベルク
- 1806年から: ナッサウ公国アムト・ヴァイルブルク
- 1816年から: ドイツ連邦ナッサウ公国アムト・ヴァイルブルク
- 1849年から: ドイツ連邦ナッサウ公国クライスアムト・ハーダマル
- 1854年から: ドイツ連邦ナッサウ公国アムト・ヴァイルブルク
- 1867年から: 北ドイツ連邦プロイセン王国ヘッセン＝ナッサウ州（ドイツ語版、英語版）ヴィースバーデン県（ドイツ語版、英語版）オーバーラーン郡
- 1871年から: ドイツ国プロイセン王国ヘッセン＝ナッサウ州ヴィースバーデン県オーバーラン郡
- 1918年から: ドイツ国プロイセン自由州ヘッセン＝ナッサウ州ヴィースバーデン県オーバーラン郡
- 1944年から: ドイツ国プロイセン自由州ナッサウ州（ドイツ語版、英語版）オーバーラン郡
- 1945年から: アメリカ管理地区（ドイツ語版）グロース＝ヘッセン（ドイツ語版、英語版）、ヴィースバーデン行政管区オーバーラーン郡
- 1949年から: ドイツ連邦共和国ヘッセン州ヴィースバーデン行政管区オーバーラン郡
- 1968年から: ドイツ連邦共和国ヘッセン州ダルムシュタット行政管区オーバーラーン郡
- 1974年から: ドイツ連邦共和国ヘッセン州ダルムシュタット行政管区リムブルク＝ヴァイルブルク郡
- 1981年から: ドイツ連邦共和国ヘッセン州ギーセン行政管区リムブルク＝ヴァイルブルク郡

## 住民

### 宗教統計
- 1885年: 福音主義信者 637人 (94.23 %)、カトリック信者 24人 (3.55 %)、ユダヤ教徒 15人 (2.22 %)
- 1961年: 福音主義信者 673人 (83.40 %)、カトリック信者 117人 (14.50 %)

出典: Historisches Ortslexikon

## 行政

### 議会
メーレンベルクの町議会は、23議席からなる。

### 首長
ヘッセン州の自治体法によれば、町長は、市場町メーレンベルクの場合6人の名誉職の委員で構成される町政委員会の代表者である。2016年5月11日からオリヴァー・ユング (SPD) が町長を務めている。それ以前の町長は以下の通りである。
- 1998年 - 2004年 ゲラルト・ボルン (SPD)
- 2004年 - 2016年 ライナー・クール（無所属）

### 紋章
メーレンベルクは1950年9月にヘッセン州政府から紋章の使用権を与えられた。
現在の紋章は1973年7月5日にヘッセン内務省の認可を得た。
図柄: 緑地に金の斜め十字。これにより分割されたスペースにそれぞれ3つの小さな十字が配置されている。
町は、かつてオーバーラーン郡（首邑はヴァイルブルク）の紋章にも用いられていたメーレンベルク領主家の紋章を使用している。

## 文化と見所

### 建築

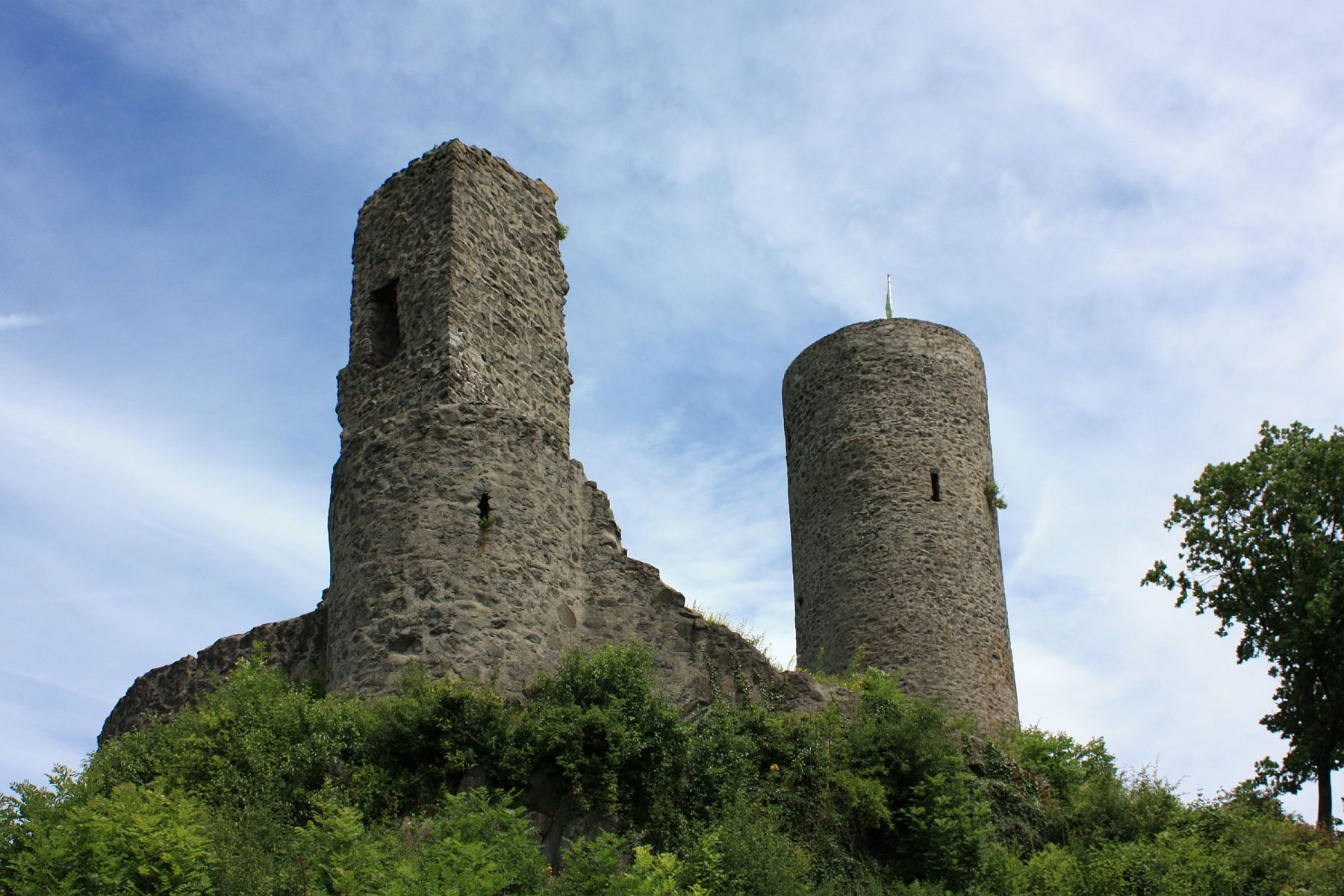
メーレンベルク城趾
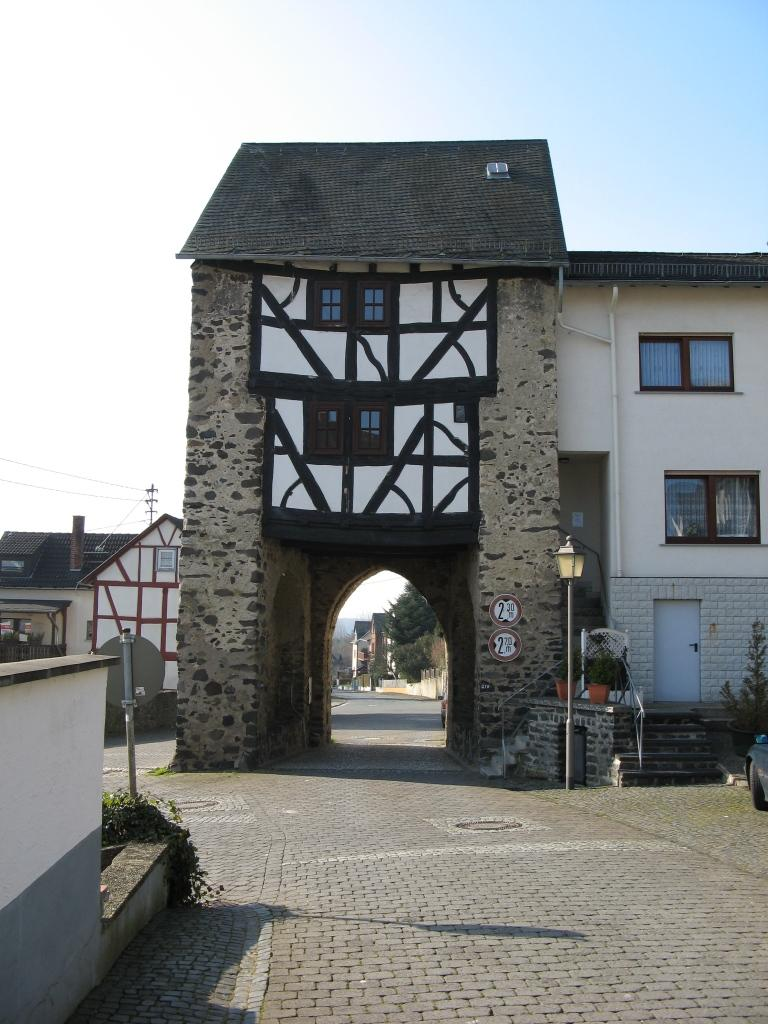
歴史的な市門
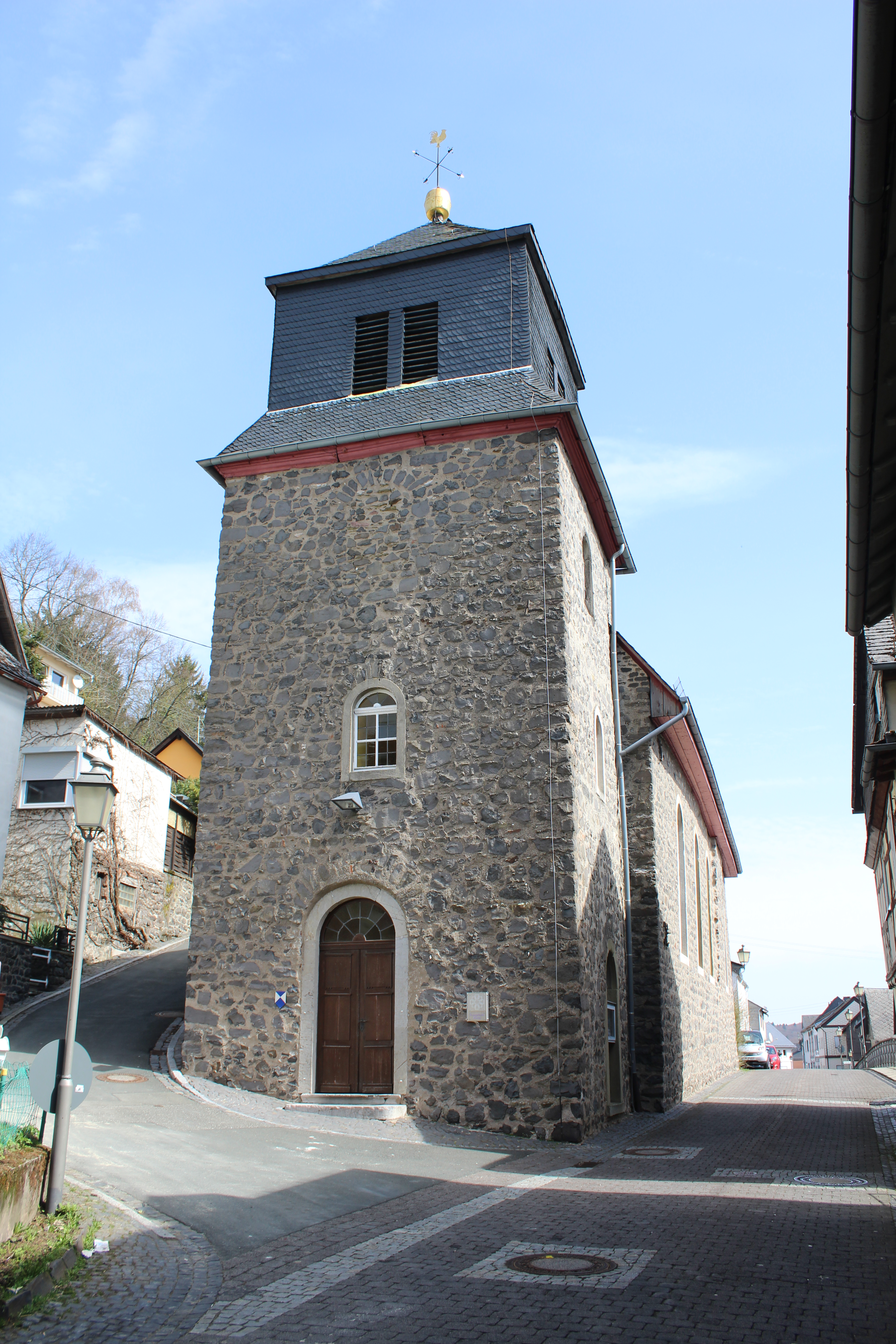
福音主義聖アントニウス教会
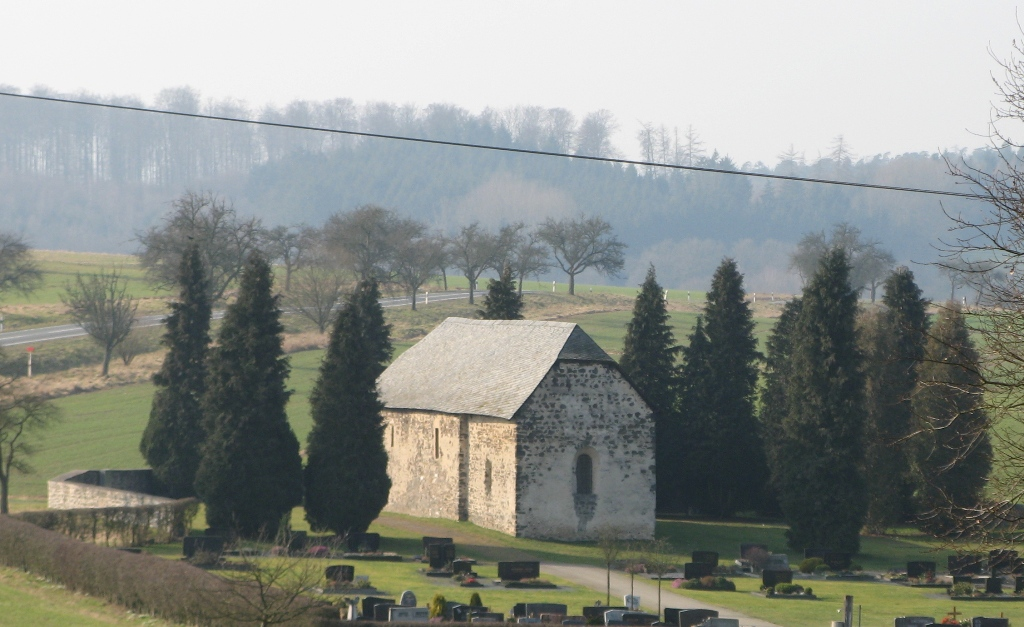
現在墓地に建つ歴史的なアッペン教会
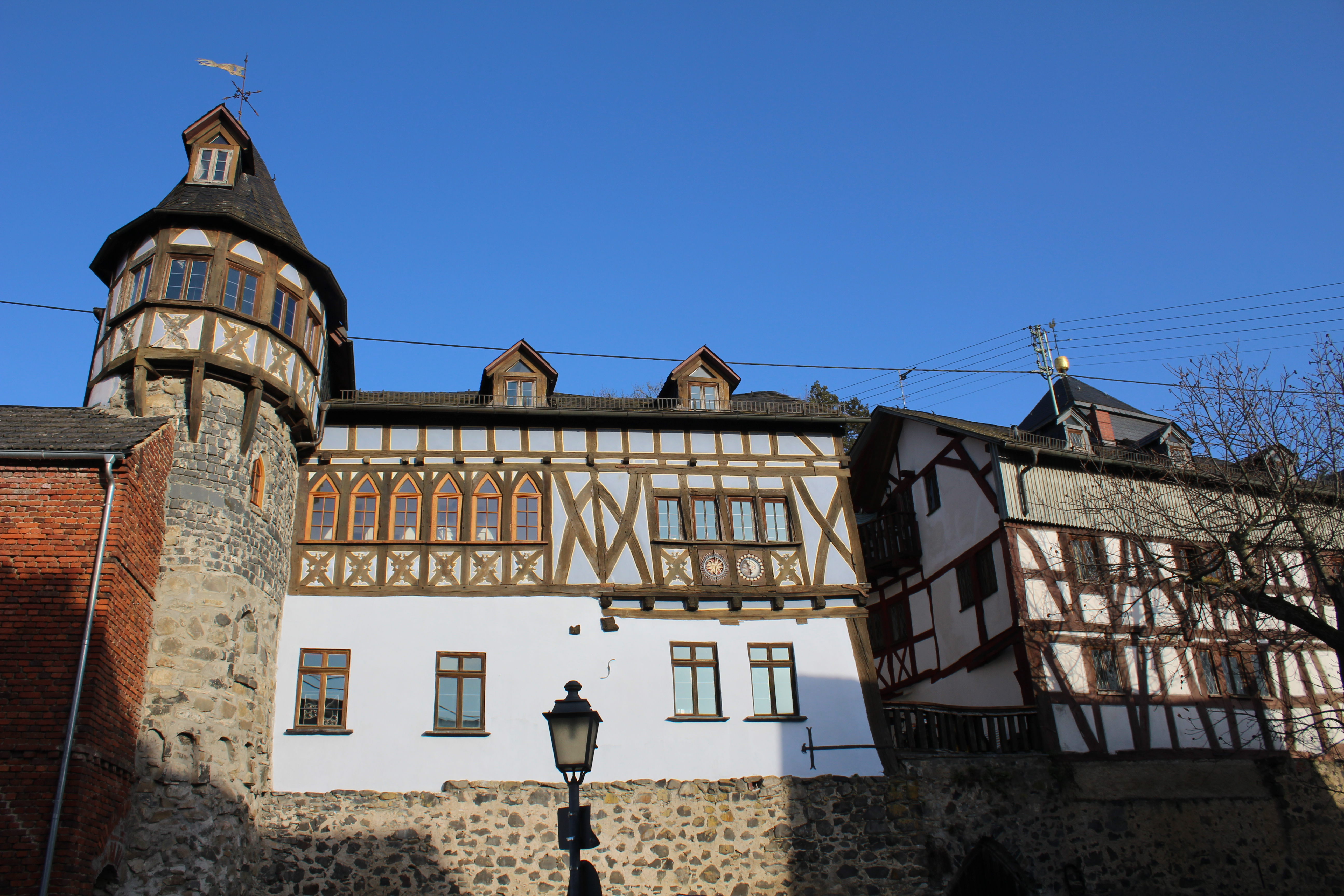
キルヒ通りの木組み建築

## 経済と社会資本
この町には、地元の商店や職人の他に、中規模工業企業がいくつか存在する。主に機械工学および設備製造、金属および合成樹脂加工、オートメーション技術分野の企業である。メーレンベルクの最も有名な企業はレコードレーベルの「ZYXミュージック」である。

### 施設・機関
- ヴィラ・クンターブント保育園メーレンベルク
- ティゲレンテ幼稚園バリヒ＝ゼルベンハウゼン
- メーレンベルク消防団
- アレンドルフ消防団
- バリヒ＝ゼルベンハウゼン消防団
- ライヒェンボルン消防団
- リュッカースハウゼン消防団
- 子供消防団

### 教育
メーレンベルクには基礎課程/本課程学校のアルベルト＝ヴァーグナー＝シューレがある。この学校は1958年にミッテルプンクトシューレとして開校された。この学校は官僚で政治家のアルベルト・ヴァーグナーにちなんで命名された。メーレンベルクは、メンゲルスキルヒェン＝ヴァルデルンバッハの本課程・実科学校ヴェスターヴァルトシューレの校区に含まれている。この他に、生徒たちはヴァイルブルクの上級の学校で学んでいる。

### 交通
この町は、連邦道 B49号線沿いに位置している。この道路は2014年9月現在リムブルクとヴェッツラーとの間が4車線に拡幅されている。これによりメーレンベルクは広域道路網に結ばれている。

## 人物

### 出身者
- ヴィルヘルム・デル（ドイツ語版、英語版）（1921年 - 1945年）ナチの親衛隊曹長

## 関連図書
- “Hessische Bibliographie のメーレンベルクに関する書籍の検索結果（リンク集）”. 2021年1月10日閲覧。
- “Archivportal-D の Merenberg 検索結果（リンク集）”. 2021年1月10日閲覧。